# Округ Кларк (Јужна Дакота)
Округ Кларк (енгл. Clark County) је округ у америчкој савезној држави Јужна Дакота.

## Демографија
По попису из 2010. године број становника је 3.691, што је 452 (-10,9%) становника мање него 2000. године.
| Група             | 2000.         | 2010.         |
| Белци             | 4.081 (98,5%) | 3.596 (97,4%) |
| Афроамериканци    | 3 (0,1%)      | 7 (0,2%)      |
| Азијати           | 4 (0,1%)      | 2 (0,1%)      |
| Хиспаноамериканци | 20 (0,5%)     | 63 (1,7%)     |
| Укупно            | 4.143         | 3.691         |